# Episodi de Il mistero di Campus 12 (prima stagione)
La prima stagione della serie televisiva Il mistero di Campus 12 è stata trasmessa in Belgio su Ketnet dal 3 settembre al 6 dicembre 2018.
In Italia è stata trasmessa su Rai Gulp dal 14 giugno 2020 al 10 luglio 2020
| n° | Titolo originale            | Titolo italiano                    | Prima TV Belgio  | Prima TV Italia |
| -- | --------------------------- | ---------------------------------- | ---------------- | --------------- |
| 1  | Pilot                       | La scomparsa di Bo                 | 3 settembre 2018 | 14 giugno 2020  |
| 2  | Bo's verdwijning            | La scomparsa di Bo - Seconda parte |                  | 14 giugno 2020  |
| 3  | Dante in de rats            | Nei pasticci                       |                  | 15 giugno 2020  |
| 4  | Gevat                       | Botta e risposta                   |                  | 15 giugno 2020  |
| 5  | Het systeem                 | Tracce di Bo                       |                  | 16 giugno 2020  |
| 6  | 52° 22' 12" NB              | La formula                         |                  | 16 giugno 2020  |
| 7  | De droom                    | Il sogno                           |                  | 17 giugno 2020  |
| 8  | De uitspraak                | Il verdetto                        |                  | 17 giugno 2020  |
| 9  | De doorgang                 | Il passaggio                       |                  | 18 giugno 2020  |
| 10 | Bruut geweld                | Forza bruta                        |                  | 18 giugno 2020  |
| 11 | Dummies                     | Pezzi mancanti                     |                  | 19 giugno 2020  |
| 12 | Mendeljev                   | La tavola di Mendeleev             |                  | 19 giugno 2020  |
| 13 | Blind auditions             | Audizioni alla cieca               |                  | 20 giugno 2020  |
| 14 | De eerste stappen           | Primi passi                        |                  | 20 giugno 2020  |
| 15 | De eerste dag               | Il primo giorno                    |                  | 21 giugno 2020  |
| 16 | De lettervloer              | Lettere enigmatiche                |                  | 21 giugno 2020  |
| 17 | Het affiche                 | La locandina                       |                  | 22 giugno 2020  |
| 18 | Duodecim                    | Duodecim                           |                  | 22 giugno 2020  |
| 19 | De muziektest               | Test musicale                      |                  | 23 giugno 2020  |
| 20 | Hoog bezoek                 | Una visita importante              |                  | 23 giugno 2020  |
| 21 | Zanglerares                 | La prof di canto                   |                  | 24 giugno 2020  |
| 22 | Hulp uit onverwachte hoek   | Un aiuto inaspettato               |                  | 24 giugno 2020  |
| 23 | Ongezouten                  | Senza sale                         |                  | 25 giugno 2020  |
| 24 | Money, money, money         | Soldi soldi soldi                  |                  | 25 giugno 2020  |
| 25 | Donau                       | Il Danubio                         |                  | 26 giugno 2020  |
| 26 | Zangafgang                  | Canto e Boxe                       |                  | 26 giugno 2020  |
| 27 | Driedubbelspel              | Triplo gioco                       |                  | 27 giugno 2020  |
| 28 | Pinballtime                 | L'ora del Flipper                  |                  | 27 giugno 2020  |
| 29 | Badperikelen                | Peripezie acquatiche               |                  | 28 giugno 2020  |
| 30 | Knock-Out                   | Knock out                          |                  | 28 giugno 2020  |
| 31 | Badtijd                     | Tutti a bagno                      |                  | 29 giugno 2020  |
| 32 | Geesten uit het verleden    | Fantasmi del passato               |                  | 29 giugno 2020  |
| 33 | Alchemie                    | Alchimia                           |                  | 30 giugno 2020  |
| 34 | Letterdrama                 | L'anagramma                        |                  | 30 giugno 2020  |
| 35 | Fifties                     | Anni '50                           |                  | 1 luglio 2020   |
| 36 | Steengruis                  | Frammenti                          |                  | 1 luglio 2020   |
| 37 | De proef op de som          | La prova                           |                  | 2 luglio 2020   |
| 38 | Discoballen aan je lijf     | La strobosfera                     |                  | 2 luglio 2020   |
| 39 | Two can play that game      | Gioco a due                        |                  | 3 luglio 2020   |
| 40 | Zangmoed                    | Il coraggio di cantare             |                  | 3 luglio 2020   |
| 41 | Gotcha                      | In trappola                        |                  | 4 luglio 2020   |
| 42 | Lucht                       | Ossigeno                           |                  | 4 luglio 2020   |
| 43 | De keuze                    | La scelta                          |                  | 5 luglio 2020   |
| 44 | Air                         | Aria                               |                  | 5 luglio 2020   |
| 45 | Quatre mains                | A quattro mani                     |                  | 6 luglio 2020   |
| 46 | Pling plong                 | Plin Plon                          |                  | 6 luglio 2020   |
| 47 | Flessenkrabbels             | Una bottiglia cifrata              |                  | 7 luglio 2020   |
| 48 | Photobombing                | Foto-bomba                         |                  | 7 luglio 2020   |
| 49 | Hele waarheden              | Tutta la verità                    |                  | 8 luglio 2020   |
| 50 | Juiste plaats, juiste tijd  | Nel posto giusto                   |                  | 8 luglio 2020   |
| 51 | Matchritme                  | A ritmo di match                   |                  | 9 luglio 2020   |
| 52 | Twaalf                      | Dodici                             |                  | 9 luglio 2020   |
| 53 | Let's get the party started | Che la festa cominci!              | 6 dicembre 2018  | 10 luglio 2020  |